# Kunstjahr 1875

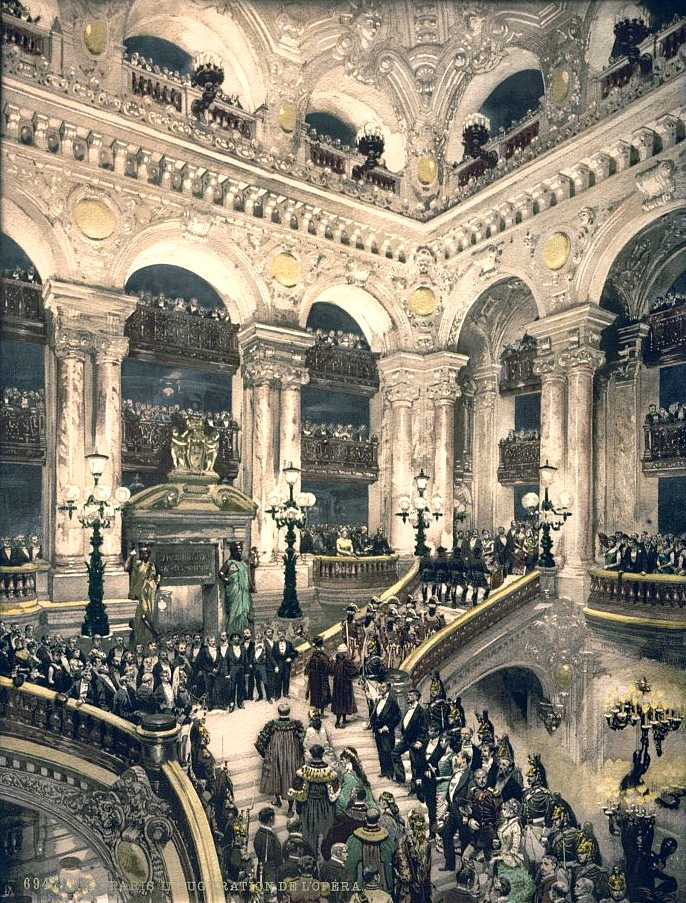
Eröffnung des Palais Garnier 1875

Liste der Kunstjahre

◄◄ | ◄ | 1871 | 1872 | 1873 | 1874 | Kunstjahr 1875 | 1876

Weitere Ereignisse

## Ereignisse

### Architektur

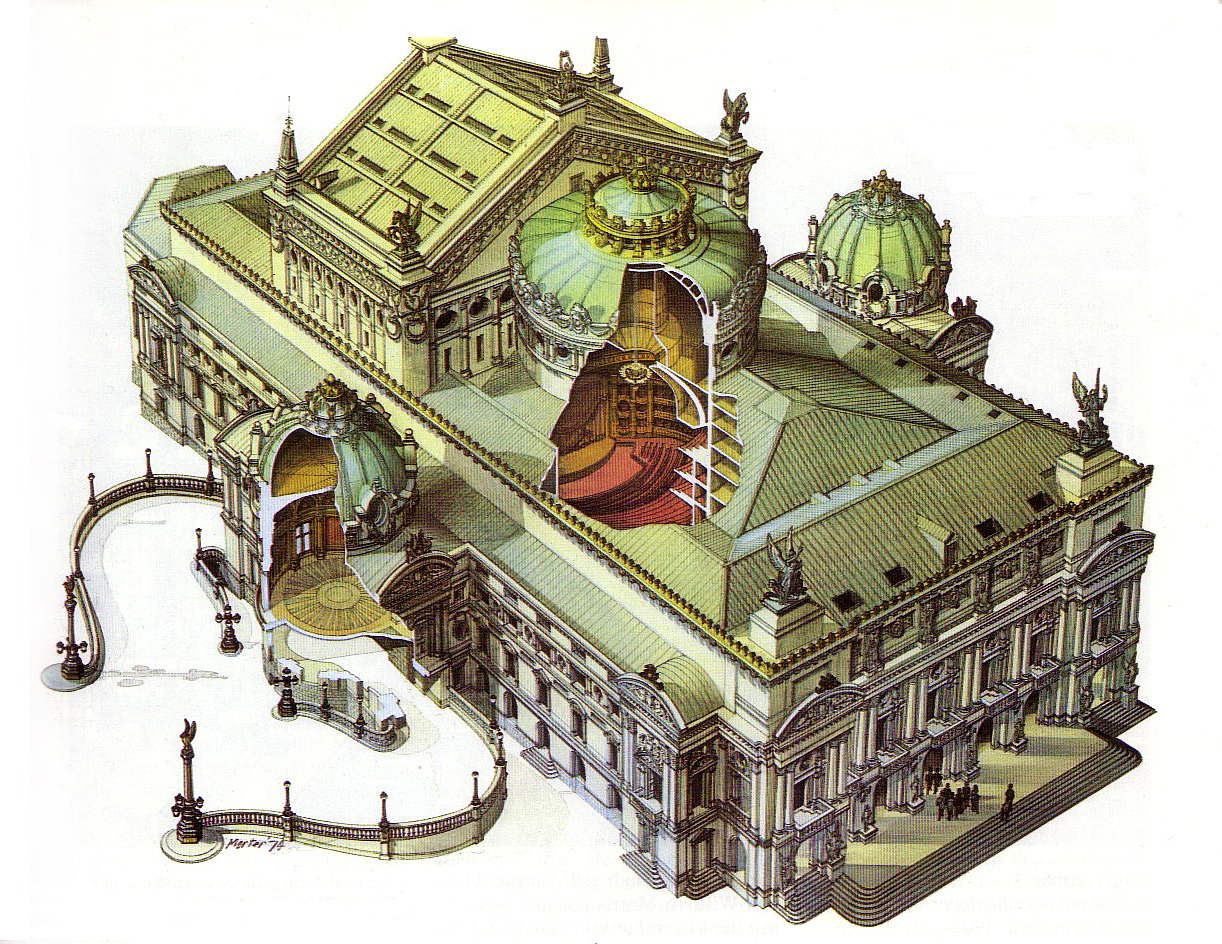
Entwurfs- und Modellzeichnung der Opéra Garnier 1874

- 5. Januar: Die von Charles Garnier erbaute Opéra Garnier wird eröffnet. Die Pariser Oper, die von Gaston Leroux als Schauplatz für seinen Roman Le fantôme de l'opéra gewählt wird, ist zu diesem Zeitpunkt der größte Theaterbau der Welt. Mit ihrem neobarocken, im Inneren üppig ausgeschmückten Stil ist die Oper einzigartig unter den Pariser Bauwerken jener Zeit, die meist durch Klassizismus und Historismus bestimmt sind. Außen tragen Bogenpfeiler der unteren Fassade allegorischen Skulpturenschmuck. Die riesige Kuppel krönt eine Apollostatue, flankiert von Pegasusfiguren. Die Seiten- und Rückfassaden werden von einem Relief aus zwei verschlungenen Mäanderbändern umlaufen, das sich in Höhe der oberen Fenstersimse befindet.

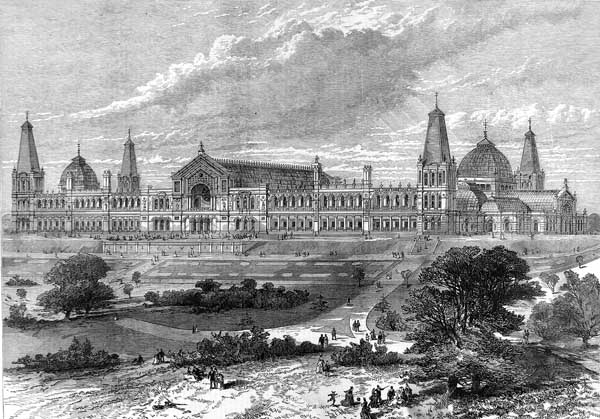
Der neu erbaute Alexandra Palace

- 1. Mai: Knapp zwei Jahre nachdem er bis auf die Grundmauern niedergebrannt ist, wird der neu erbaute Alexandra Palace im Alexandra Park in London wieder für die Öffentlichkeit freigegeben.
- 16. Juni: Der Grundstein für die Basilika Sacré-Cœur de Montmartre wird gelegt. Der historistische Entwurf für die Kirche stammt von Paul Abadie, der sich in einem Wettbewerb gegen 78 Konkurrenten durchgesetzt hat.
- 11. November: In Buenos Aires wird der öffentliche Parque Tres de Febrero eingeweiht. Das Gelände gehörte dem früheren Diktator Juan Manuel de Rosas und wurde ihm enteignet.
- Unter Frigyes Podmaniczky, dem Intendanten des Nationaltheaters, beginnt der Bau des Königlich Ungarische Opernhauses in Budapest. Nachdem Miklós Ybl den Planungswettbewerb für sich gewinnen konnte, wird das Bauprogramm von Podmaniczky ausgearbeitet, der festlegt, dass alle am Bau beteiligten Personen Ungarn sein und die für den Bau verwendeten Materialien aus Ungarn stammen müssen. Der Bau wird König Franz Joseph I. finanziert, der als Bedingung festlegt, dass das Opernhaus kleiner sein solle als die Wiener Staatsoper.

### Bildhauerei

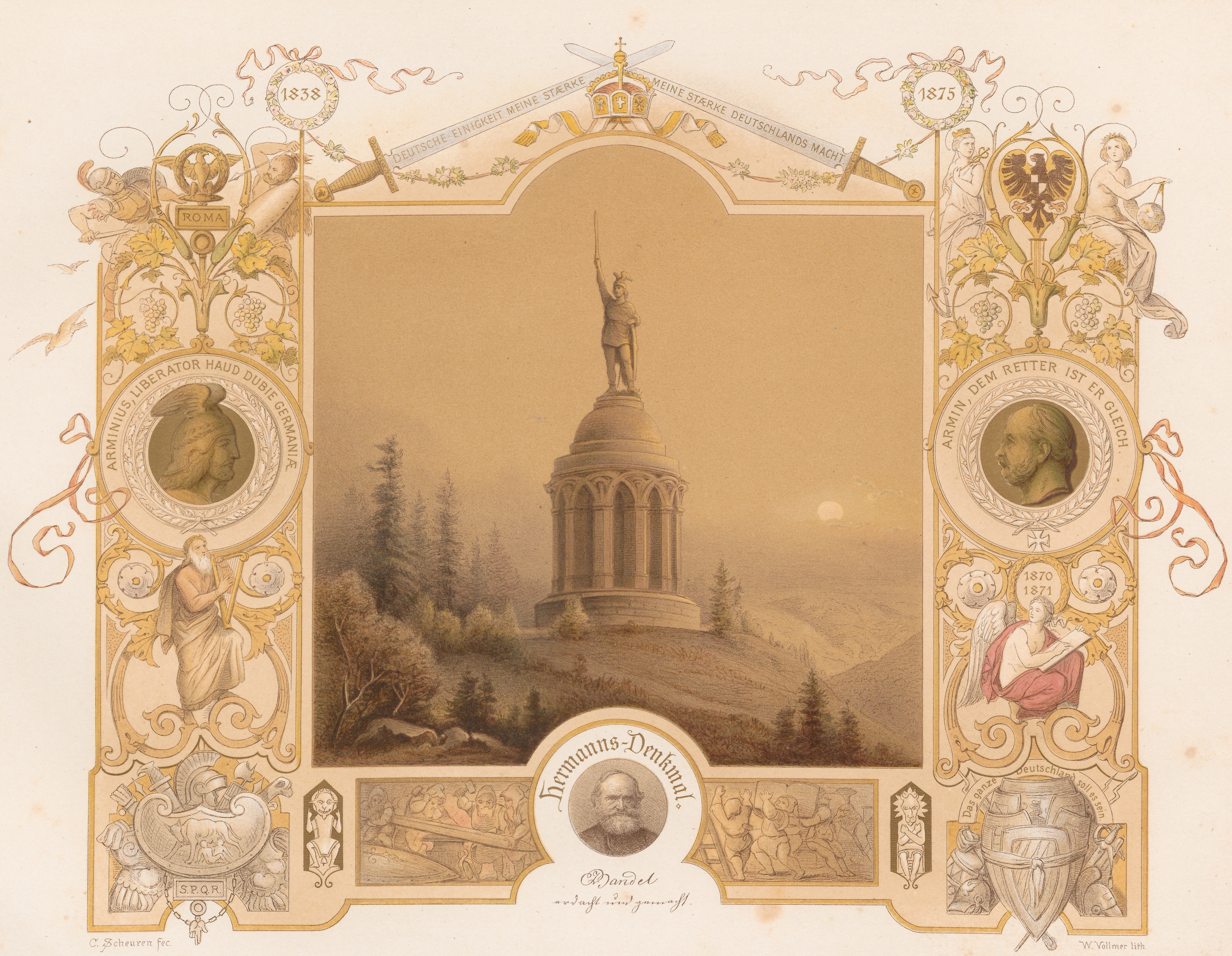
Hermanns-Denkmal, Illustration von Caspar Scheuren, 1875

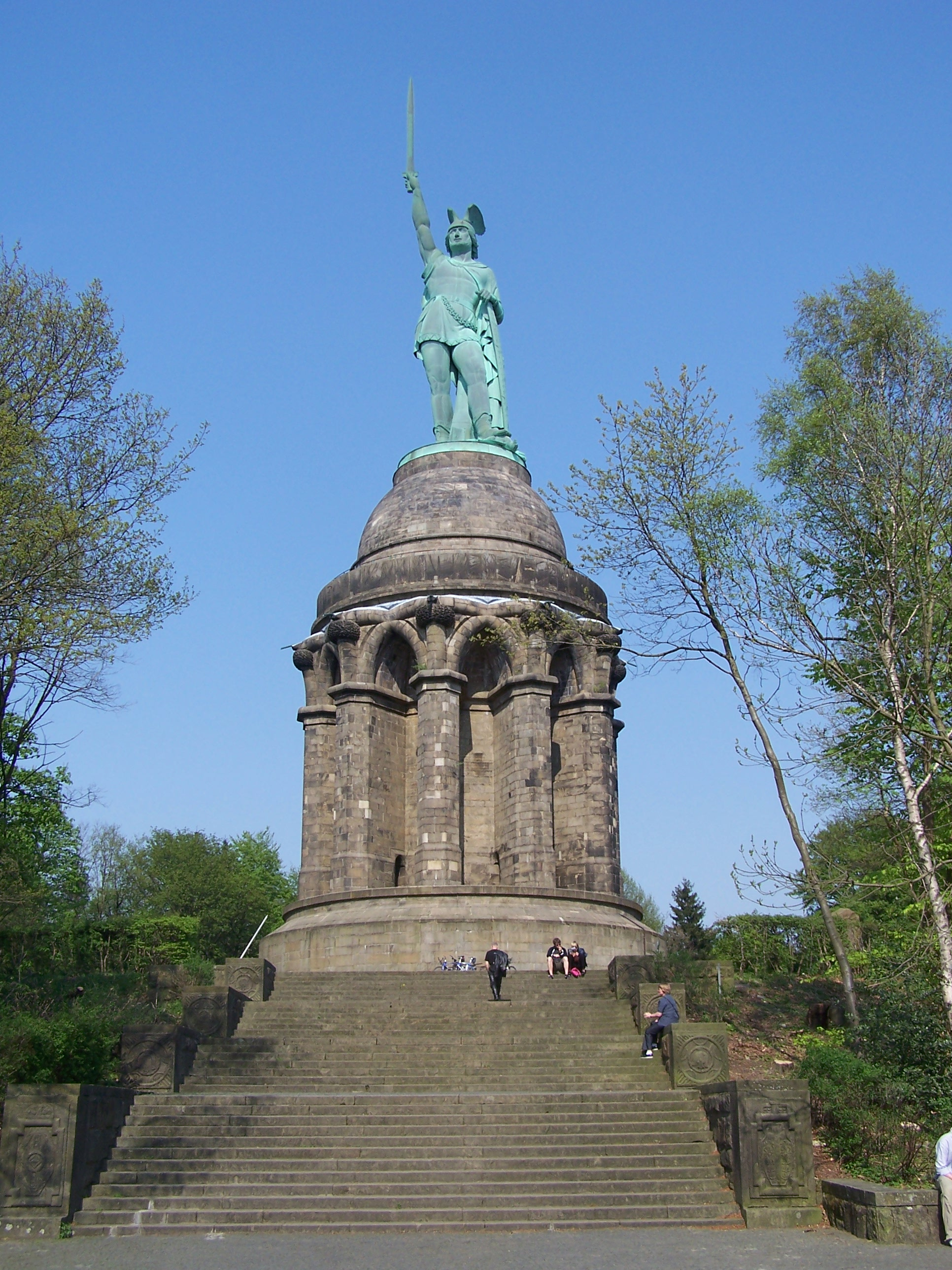
Das Hermannsdenkmal im Teutoburger Wald

Das Hermannsdenkmal im Teutoburger Wald wird nach 37-jähriger Bauzeit eingeweiht. Die Kolossalstatue soll an den Cheruskerfürsten Arminius erinnern, insbesondere an die sogenannte Schlacht im Teutoburger Wald. Mit einer Figurhöhe von 26,57 Metern und einer Gesamthöhe von 53,46 Metern ist es die höchste Statue Deutschlands und ist zum Zeitpunkt der Fertigstellung die höchste Statue der westlichen Welt. Der Bildhauer Ernst von Bandel hat für seine Entwürfe auf ein Künstlerhonorar verzichtet. Ein großer Teil der Finanzierung erfolgt durch private Spenden für das populäre Projekt. Das Denkmal – ursprünglich als Mahnmal für die deutsche Einheit projektiert – entwickelt sich im Lauf der Zeit immer mehr zu einem Symbol der Ausgrenzung vermeintlicher „Reichsfeinde“.

### Malerei

#### Deutschland
Carl Spitzweg malt in Öl auf Leinwand die erste Version des Gemäldes Der Hexenmeister oder Zauberer und Drache. 

#### Frankreich

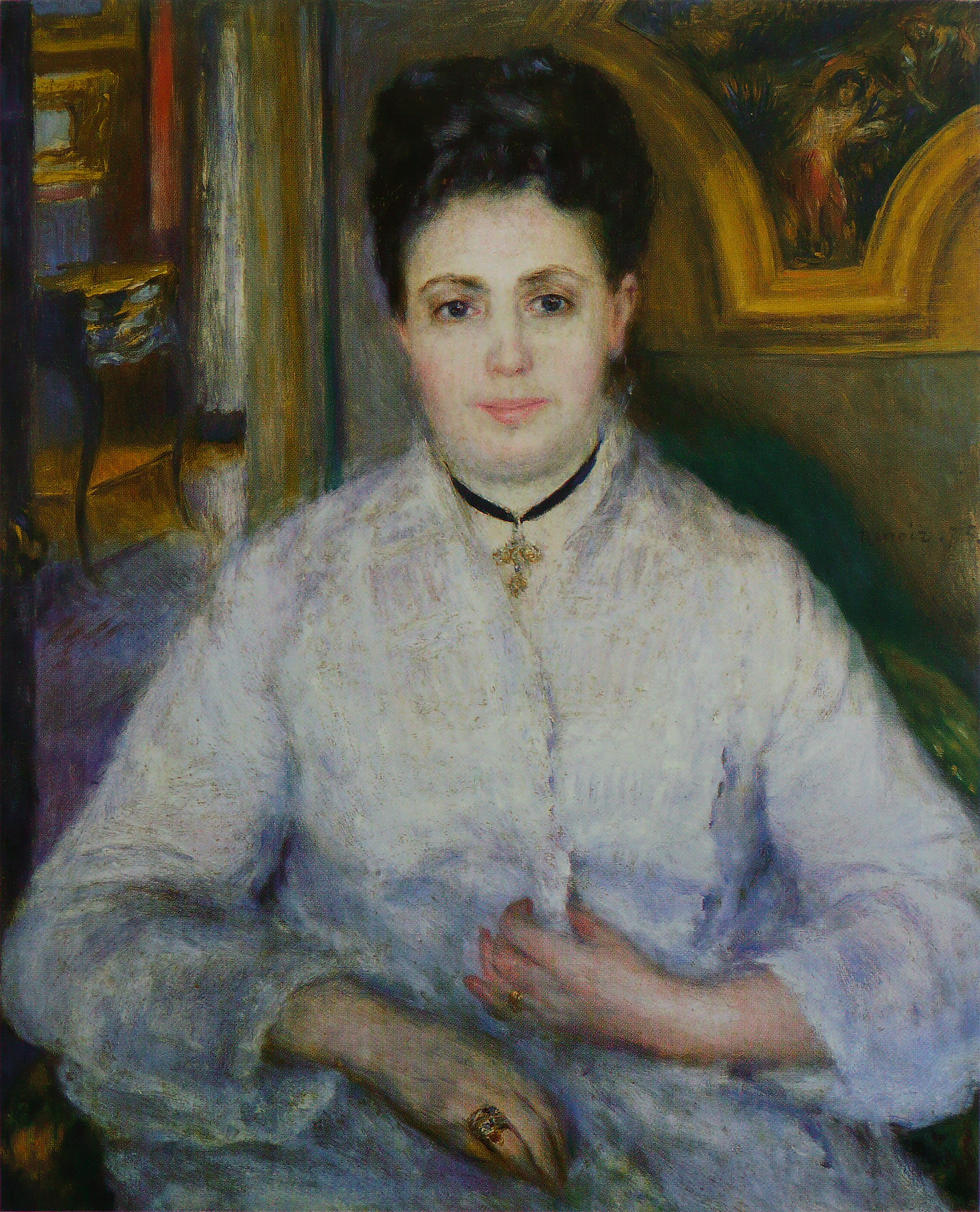
Pierre-Auguste Renoir, Madame Victor Chocquet

Pierre-Auguste Renoir malt in Öl auf Leinwand im Stil des Impressionismus das Porträt Madame Victor Chocquet. Der Kunstsammler Victor Chocquet gibt in den nächsten Jahren weitere Porträts bei Renoir in Auftrag. 
Der französische impressionistische Maler Gustave Caillebotte vollendet in Öl auf Leinwand die erste Version seines Gemäldes Die Parkettschleifer. Das Werk wird kontrovers diskutiert, der Salon de Paris lehnt das Gemälde ab.

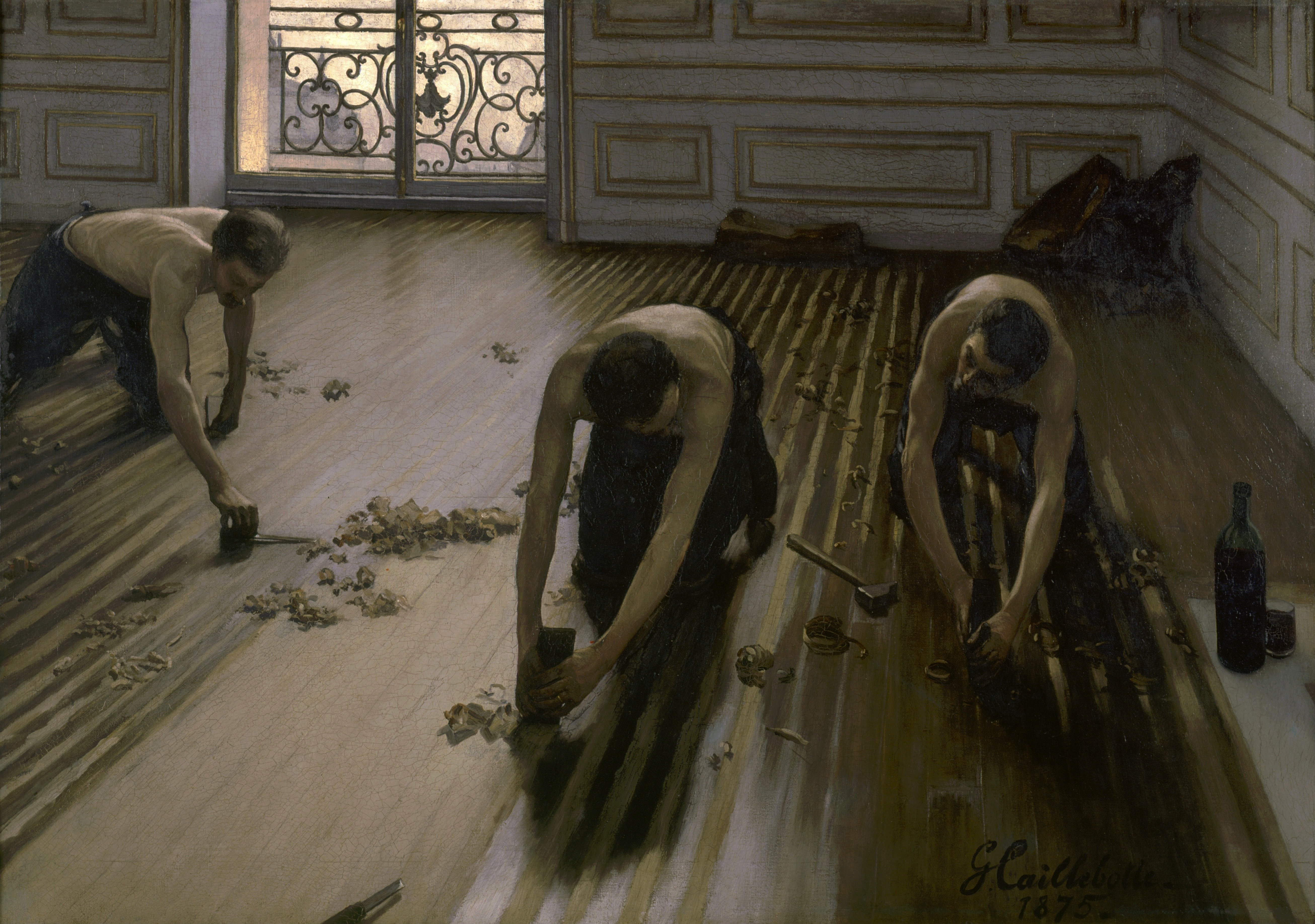
Die Parkettschleifer, Erste Gemäldeversion
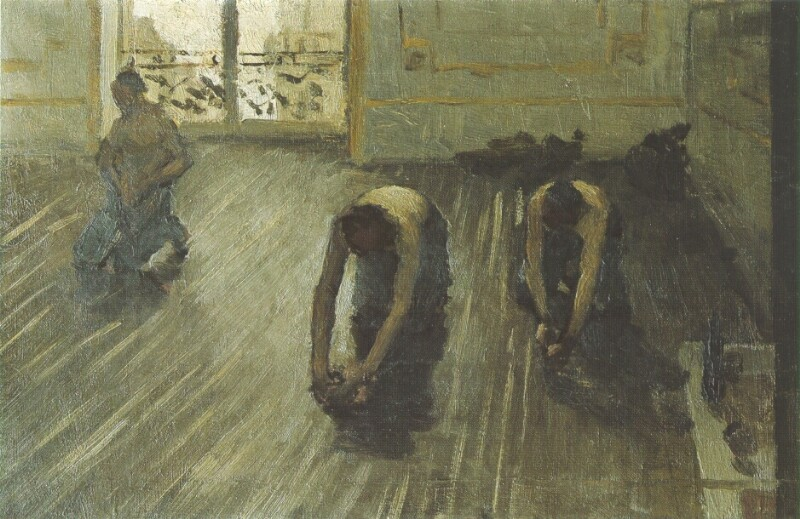
Ölstudie zur ersten Gemäldeversion

#### Vereinigte Staaten

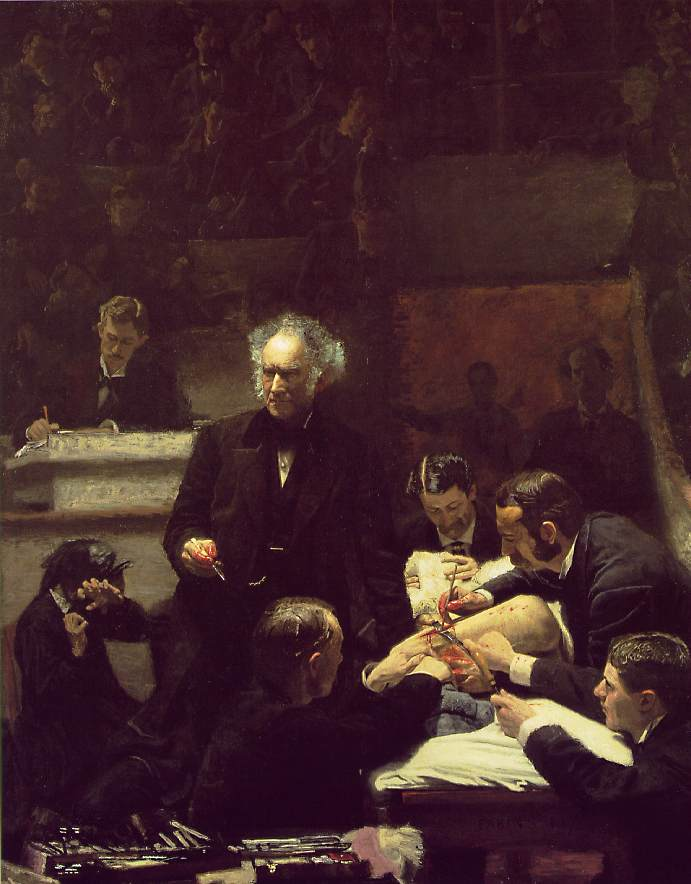
The Gross Clinic

Thomas Eakins malt das Gemälde The Gross Clinic. Heute wird das im Stil des Realismus gemalte Ölgemälde, das den berühmten Chirurgen Samuel D. Gross bei der Arbeit zeigt, von der Kunstgeschichte als eines der bedeutendsten Werke eines amerikanischen Künstlers im 19. Jahrhundert gesehen. 

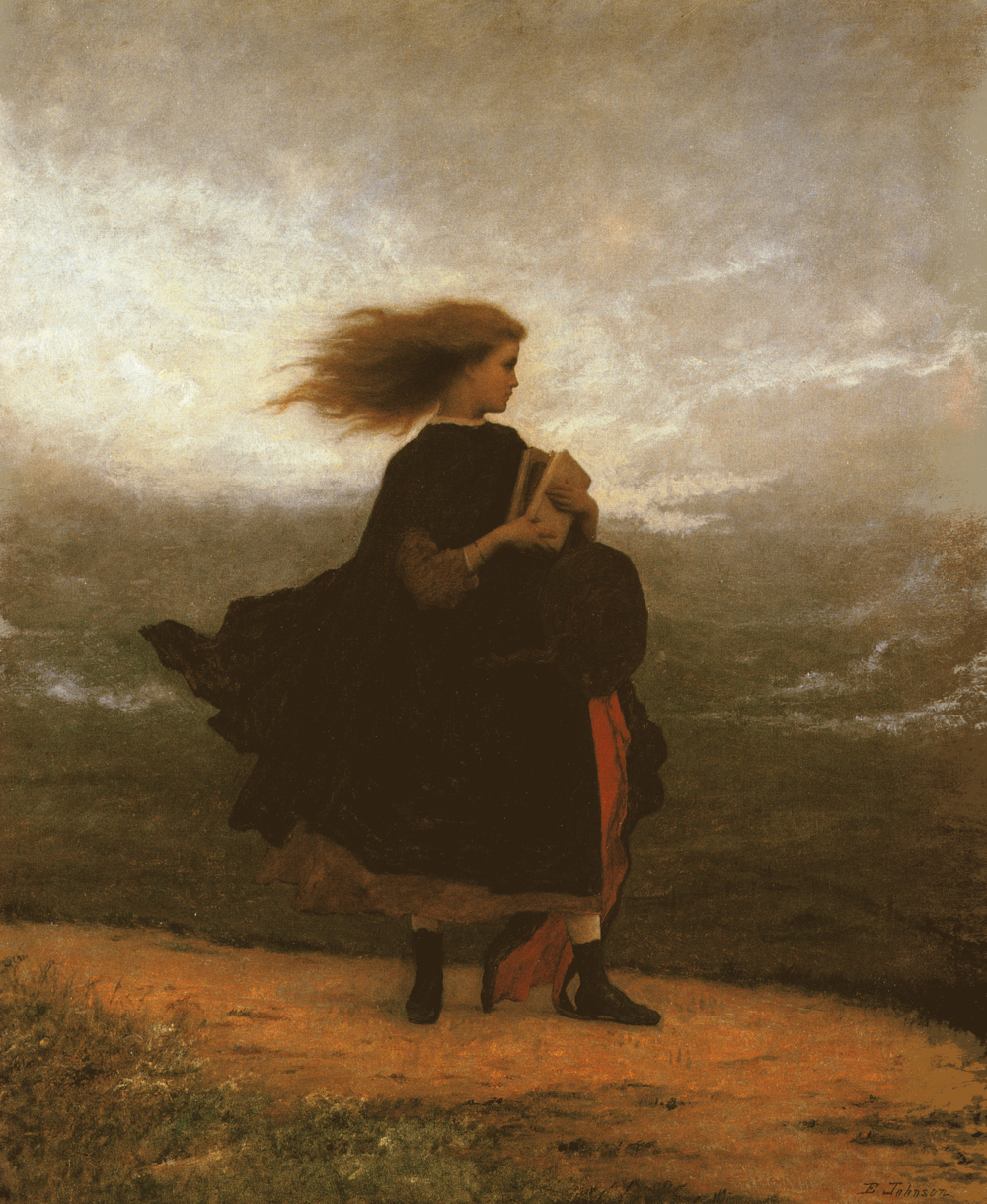
The Girl I Left Behind Me

Eastman Johnson malt das Gemälde The Girl I Left Behind Me. Das nach einem gleichnamigen englischen Volkslied benannte Ölgemälde gilt als eines der ausdrucksstärksten Porträtbilder der amerikanischen Kunst des 19. Jahrhunderts.

### Sonstiges
Lemuel Wilmarth gründet mit einigen Studenten der National Academy of Design die Art Students League of New York. Den Gründern ist das akademische Arbeiten der Kunsthochschulen zuwider, sie wollen frei und ungezwungen gemeinsam lernen und arbeiten.

## Geboren

### Geburtsdatum gesichert

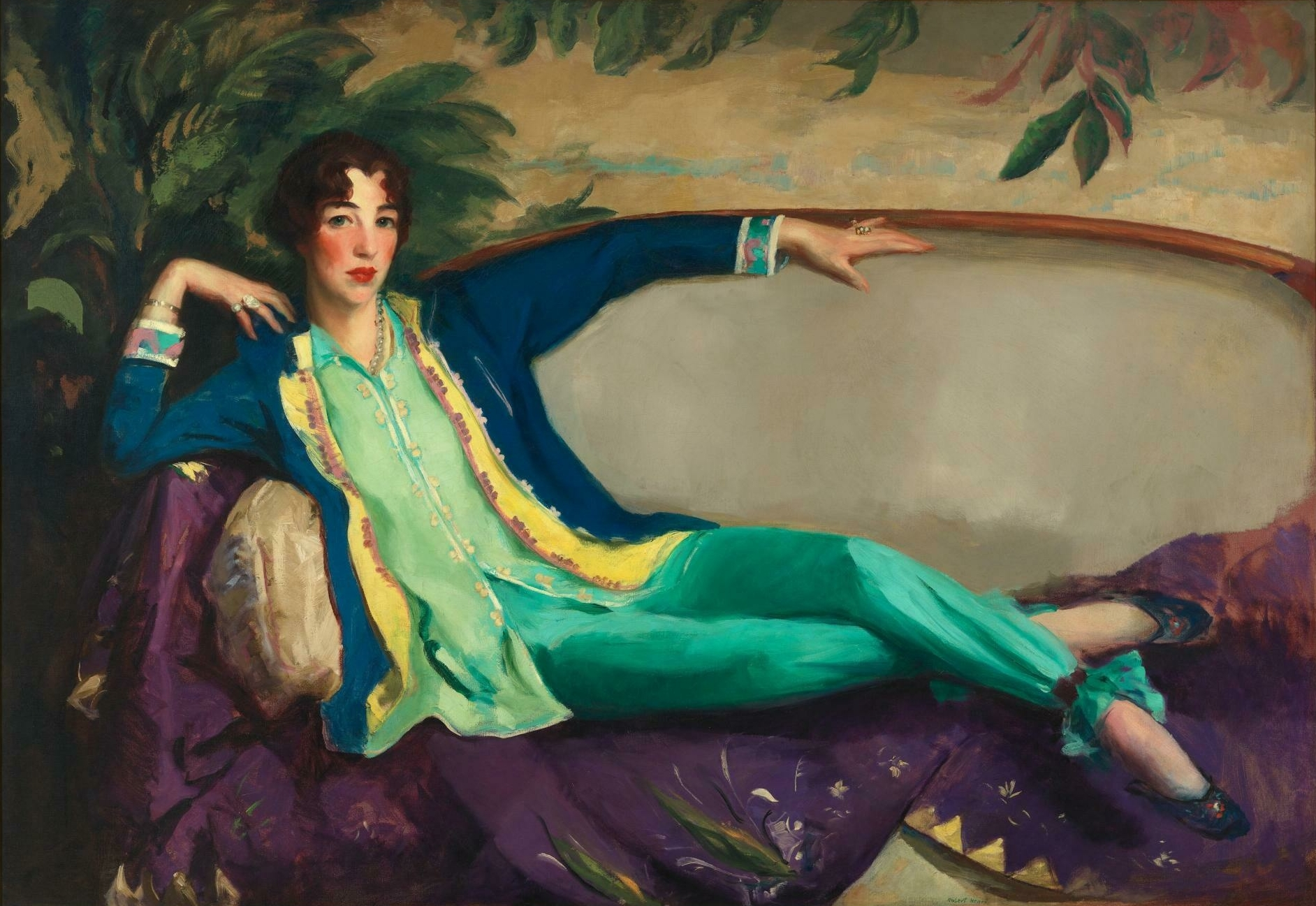
Gertrude Whitney, gemalt von Robert Henri, 1916

- 09. Januar: Gertrude Vanderbilt Whitney, US-amerikanische Mäzenin und Gründerin des Whitney Museum of American Art († 1942)
- 22. März: Anton Hanak, österreichischer Bildhauer († 1934)
- 05. April: Alice Michaelis, deutsche Malerin († 1943)
- 07. Mai: Ilna Ewers-Wunderwald, deutsche Illustratorin, Übersetzerin, Zeichnerin, und Malerin († 1957)
- 08. Mai: Emilie Winkelmann, erste freiberufliche deutsche Architektin († 1951)
- 09. Juni: Erma Bossi, österreichisch-ungarische/italienische Malerin († 1952)
- 22. Juni: Johannes Baader, deutscher Architekt, Schriftsteller, Dadaist und Aktionskünstler († 1955)
- 15. Juli: Rudolf Levy, deutscher Maler († 1944)
- 21. Juli: Oskar Moll, deutscher Maler († 1947)
- 31. Juli: Jacques Villon, französischer Maler des Kubismus († 1963)
- 15. August: Eduard Kado, deutscher Maler, Zeichner, Bildhauer und Kunstgewerbler († 1946)
- 17. August: Karl Roth, deutscher Architekt († 1932)
- 05. September: Carl Froelich, deutscher Filmpionier und -regisseur († 1953)
- 22. September: Mikalojus Konstantinas Čiurlionis, litauischer Komponist und Maler († 1911)
- 25. September: Fernando Álvarez de Sotomayor, spanischer Maler († 1960)
- 01. Oktober: Eugeen Van Mieghem, belgischer Künstler († 1930)
- 12. Oktober: Emil Rudolf Weiß, deutscher Typograf, Grafiker, Lehrer und Dichter († 1942)
- 13. Oktober: Friedrich Zundel, deutscher Maler († 1948)
- 17. Oktober: August Abbehusen, deutscher Architekt († 1941)
- 25. Oktober: Paul Korff, deutscher Baumeister und Architekt († 1945)
- 26. November: Carl Burger, deutscher Bildhauer († 1950)
- 23. Dezember: Ivan Prijatelj, slowenischer Kultur- und Literaturhistoriker († 1937)

### Genaues Geburtsdatum unbekannt
- Emine Naciye Tevfik, osmanische/türkische Porträtmalerin († 1960)

## Gestorben
- 02. Februar: Ludwig Droste, deutscher Architekt und Stadtbaumeister (* 1814)
- 22. Februar: Jean-Baptiste Camille Corot, französischer Landschaftsmaler (* 1796)
- 13. April: P. C. Skovgaard, dänischer Maler (* 1817)
- 27. Juni: Antoine-Louis Barye, französischer Bildhauer (* 1795)

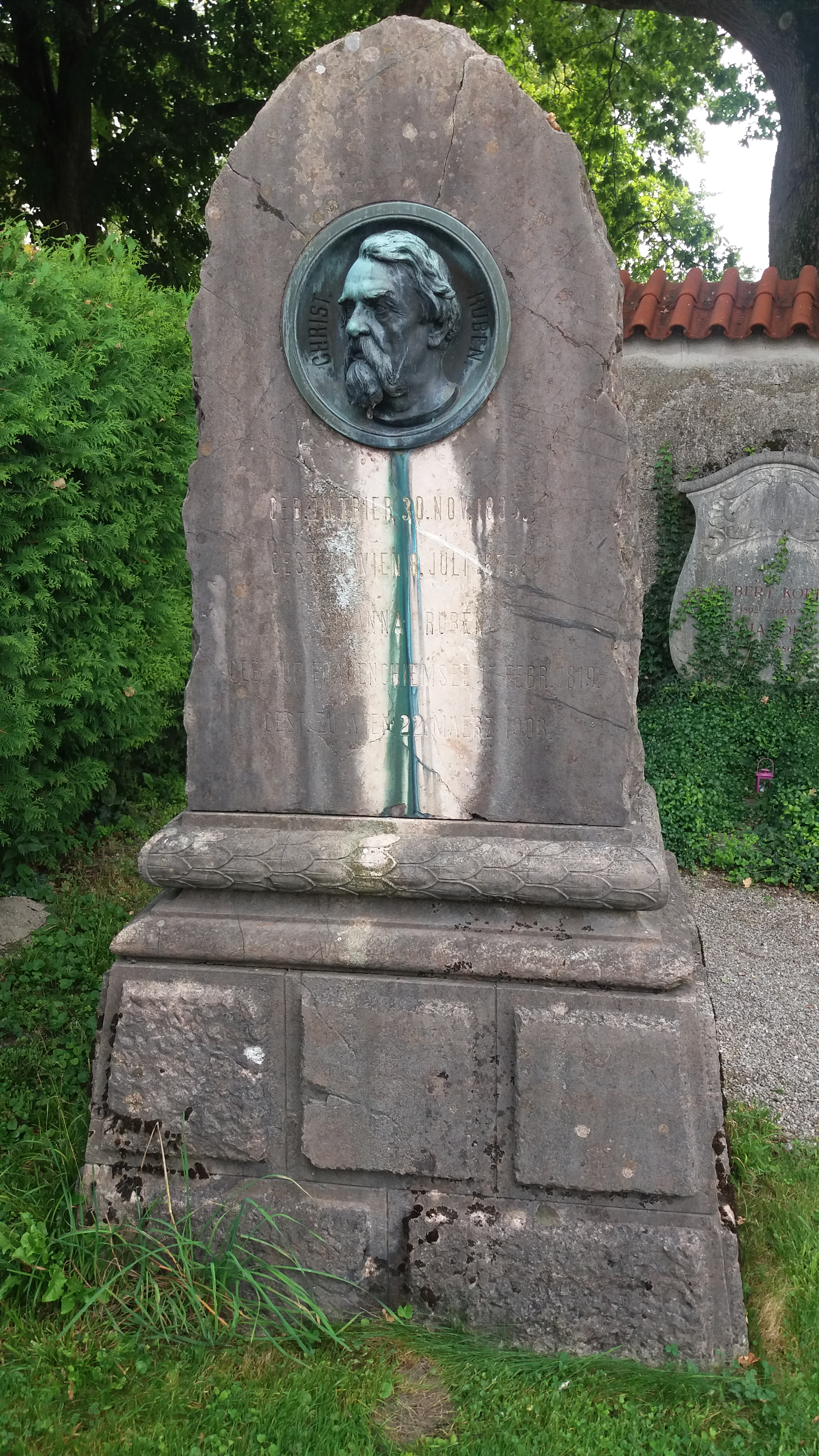
Grabstätte von Christian Ruben mit dessen Porträtrelief, Friedhof Fraueninsel

- 09. Juli: Christian Ruben, deutsch-österreichischer Maler (* 1805)
- 19. November: Carl Julius Milde, deutscher Maler, Zeichenlehrer am Katharineum (* 1803)
- 23. Dezember: Egron Lundgren, schwedischer Maler und Schriftsteller (* 1815)